# Окоп (Харьковская область)
Окоп (укр. Окіп) — село, Удянский сельский совет, Золочевский район, Харьковская область, Украина.
Код КОАТУУ — 6322686003. Население по переписи 2001 года составляет 13 (3/10 м/ж) человек. Население по переписи 2015 года составляет 0 человек.  С 2020 года Богодуховский район. Немного на север, находится граница с Россией.

## Географическое положение
Село Окоп находится на правом берегу реки Уды, выше по течению на расстоянии в 2 км расположено село Щетиновка, ниже по течению на расстоянии в 5 км — село Уды, на противоположном берегу расположено село Червоная Заря.
На расстоянии в 1 км проходит граница с Россией.

## История
- 1700 — дата основания.
- В 1940 году, перед ВОВ, в Окопе были 106 дворов и сельсовет.[1]                                                                    В 1991 переходит под контроль Украины.
- В 2020 из Золочевского района переходит в Богодуховский.

## Известные люди
- Матлаев, Емельян Иванович (1904—1945) — Герой Советского Союза.
- Тимченко, Иосиф Андреевич (1852—1924) — украинский механик-изобретатель, один из пионеров мирового кинематографа, родился в селе Окоп.